# سیستم هشدار ملی
سیستم هشدار ملی (انگلیسی: National Warning System); (NAWAS) یک سیستم تلفنی خودکار در رساندن هشدار به سیستم‌های فدرالی ایالات متحده و نیز به دولت‌های ایالتی و محلی می‌باشد. این سیستم برای استفاده نظامیان و شهروندان نیز بکار گرفته می‌شود. مأموریت اصلی (NAWAS) این بود که نسبت به حمله قریب‌الوقوع دشمن یا پیش بینی شلیک موشک بر روی ایالات متحده پیشاپیش هشدار دهد. سیستم (NAWAS) هنوز این مأموریت را پشتیبانی می‌کند، اما بر روی بلایای طبیعی و تکنولوژیکی متمرکز است.

## روش کار سیتم هشدار دهنده ملی
NAWAS به‌طور تمام عیار توسط آژانس مدیریت اضطراری فدرال (FEMA) اداره شده و تأمین مالی می‌شود.
امروزه این سیستم اساساً از بیش از ۲۲۰۰ خط تلفن مشترک تشکیل شده‌است. وسایل و دستگاه‌های تلفن طوری طراحی شده‌اند که بتواند آنها را در مقابل رعد و برق حفاظت کند لذا بهنگام وقوع طوفانها نیز قابل استفاده هستند. خطوطی که به یکدیگر وصل می‌شوند با دور زدن سوئیچ‌های محلی بخشی از حفاظت را تأمین می‌کنند. حتی در شرایطی که سیستم محلی با بار پائین یا بار بیش از حد مواجه باشد، امکان ارتباط را تضمین می‌کند. NAWAS در هر یک از ایالت‌ها ترمینال‌های بزرگی در مرکز عملیات اضطراری و در تأسیسات مدیریت اضطراری ایالتی دارد. ترمینال‌های ثانویه شامل آژانس‌های مدیریت اضطراری محلی، ایستگاه‌های زمینی اداره هواشناسی ملی و نقاط پاسخگویی به ایمنی عمومی می‌باشند (PSAPs).
NAWAS برای انتشار اطلاعات هشداری در مورد بلایای طبیعی و تکنولوژیکی به حدود ۲۲۰۰ نقطه هشداری در سراسر قاره ایالات متحده، آلاسکا، هاوایی و جزایر ویرجین استفاده می‌شود. این اطلاعات شامل اقدامات تروریستی مانند سلاح‌های کشتار جمعی (WMD) پس از حادثه هواپیمایی، تصادفات، زمین لرزه‌ها، سیل، طوفانها، حوادث هسته ای، تصادفات، رعد و برق شدید، گردباد، سونامی و طوفان‌های زمستانی/ کولاک می‌باشد.
NAWAS اجازه صدور هشدار را به تمام ایستگاه‌های سراسر کشور یا به ایستگاه‌های مشخص شده می‌دهد تا بر اساس دستورالعمل شرایط عمل کنند.

## سایر استفاده‌های سیتم هشدار دهنده ملی
هنگامی که NAWAS برای موضوعات اورژانسی مورد استفاده قرار نمی‌گیرند، مانند زمان‌های تست، پرسنل دولتی و محلی ترغیب می‌شوند که از آن بعنوان کسب و کار رسمی استفاده کنند.